# Jorge Lucey
Jorge Eduardo Lucey (Buenos Aires, 16 marzo 1932 – 15 maggio 2012) è stato un pallanuotista argentino.
Ha fatto parte della Argentina, che ha partecipato ai Giochi di Roma 1960, nel torneo di pallanuoto.
Ha vinto anche 1 argento ai Giochi Panamericani del 1959.

## Palmarès

### Nazionale
- Argento ai Giochi panamericani

1959